# Liste der Monuments historiques in Ninville
Die Liste der Monuments historiques in Ninville führt die Monuments historiques in der französischen Gemeinde Ninville auf.

## Liste der Objekte
| Bezeichnung | Beschreibung                                      | Standort                       | Kennzeichnung | Schutzstatus | Datum | Bild |
| ----------- | ------------------------------------------------- | ------------------------------ | ------------- | ------------ | ----- | ---- |
| Hauptaltar  | Retabel; Holz, farbig gefasst und vergoldet, 1709 | in der Kirche St-Martin (Lage) | PM52000951    | Classé       | 1964  |      |